# Ditrichum buchananii
Ditrichum buchananii là một loài rêu trong họ Ditrichaceae. Loài này được R. Br. bis Broth. mô tả khoa học đầu tiên năm 1901.